# Steinpfeiler von Tresvennack

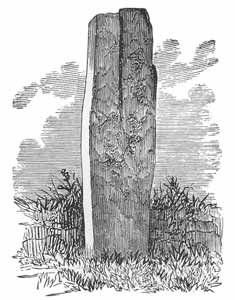
Steinpfeiler von Tresvennack

Der Steinpfeiler von Tresvennack (englisch Tresvennack Pillar) ist ein Menhir (englisch Standing stone). Er steht südlich von Lower Drift in Sancreed in Cornwall in England.
Der Steinpfeiler von Tresvennack ist etwa 3,45 m hoch und steht auf einem niedrigeren Grat zwischen zwei Nebenflüssen des Lamorna River. Der im 19. Jahrhundert von Borlase (1848–1899) gezeichnete Monolith hat einen vertikalen Riss.
Der stehende Stein wurde erstmals 1848 erwähnt, als J. N. R. Millet zwei Urnen in der Nähe des Sockels entdeckte. Die größere wurde unmittelbar östlich des Steins in einer 0,9 m² großen, mit einem Stein bedeckten Grube deponiert. Die Kragenurne (englisch Collared-urn) enthielt Leichenbrand und Holzasche. Die kleinere Urne war tonnenförmig mit zwei Griffen. Sie enthielt eine feine pulverförmige Substanz und befand sich in einer zweiten Grube 0,5 m nordöstlich der ersten. Beide Urnen stammen aus der mittleren Bronzezeit und befinden sich im Penzance Museum.
Der Stein ist als Scheduled Monument eingetragen.
Die Drift Stones, das Steinpaar von Faughan und die Menhire von Kerris und Sheffield stehen in der Nähe.